# Kambodża
Kambodża, Królestwo Kambodży (khm. ព្រះរាជាណាចក្រកម្ពុជា, trl. Kâmpǔchéa, Preăhréachéanachâkr Kâmpǔchéa, w latach 1976–1989 Kampucza) – państwo w południowo-wschodniej Azji, na Półwyspie Indochińskim, nad Zatoką Tajlandzką. Graniczy od zachodu i północy z Tajlandią (długość granicy – 803 km), od północy z Laosem (541 km), a od wschodu z Wietnamem (930 km).

## Geografia
Kambodża położona jest między 10°50' a 15°00'N oraz 102°50' a 107°50'E.

### Rzeźba
75% powierzchni kraju zajmuje równinna, aluwialna Nizina Mekongu, wypełniająca młode zapadlisko tektoniczne osadami czwartorzędowymi. Przez jej wschodnią część przepływa główna rzeka kraju Mekong, a w zachodniej części leży rozległe jezioro Tonle Sap (2,7-16 tys. km²). Na południowy wschód od równiny leży wierzchołek delty Mekongu, rozciągającej się na terytorium Wietnamu w kierunku Morza Południowochińskiego. Centralna równina oraz delta otoczone są pasmami górskimi od południowego zachodu (Góry Kardamonowe i Góry Słonia oraz od północy Góry Dangrek). Góry Kardamonowe (najwyższy szczyt kraju – Phnum Aôral 1813 m n.p.m.) i Góry Słonia tworzą naturalną barierę fizycznogeograficzną ciągnącą się wzdłuż całego wybrzeża (małe przybrzeżne wyspy, największa w zatoce Kompong Som). Góry Dangrek stanowią naturalną północną granicę kraju. Na wschód od Mekongu teren stopniowo podnosi się w kierunku Gór Annamskich. Pomiędzy obszarami górskimi a równiną centralną rozciąga się równinny obszar przejściowy o średniej wysokości nieprzekraczającej 200 m n.p.m.

### Klimat w Kambodży
W Kambodży panuje klimat zwrotnikowy monsunowy z wyraźnym podziałem na dwie główne pory roku: suchą i deszczową. Wiejący od połowy maja do połowy października południowo-zachodni monsun przynosi ulewne deszcze. Od początku listopada do połowy marca słabe wiatry północno-wschodnie. W porze tej zachmurzenie jest zmienne, wilgotność powietrza niska, a deszcze padają sporadycznie. Średnia temperatura miesięczna waha się od 21 °C w grudniu do 30 °C w maju. Średnia temperatura roczna na terenach nizinnych wynosi ok. 25 °C. Temperatury są najwyższe tuż przed rozpoczęciem pory deszczowej i mogą przekraczać 38 °C. Najwyższe opady atmosferyczne notuje się na eksponowanych w kierunku morza stokach górskich (5000 mm), a najniższe na nizinnych obszarach centralnych (750–1400 mm). Średnia roczna suma opadów wynosi 1000–2000 mm. Ponad 70% przypada na okres wilgotnego letniego południowo-zachodniego monsunu.

### Wody

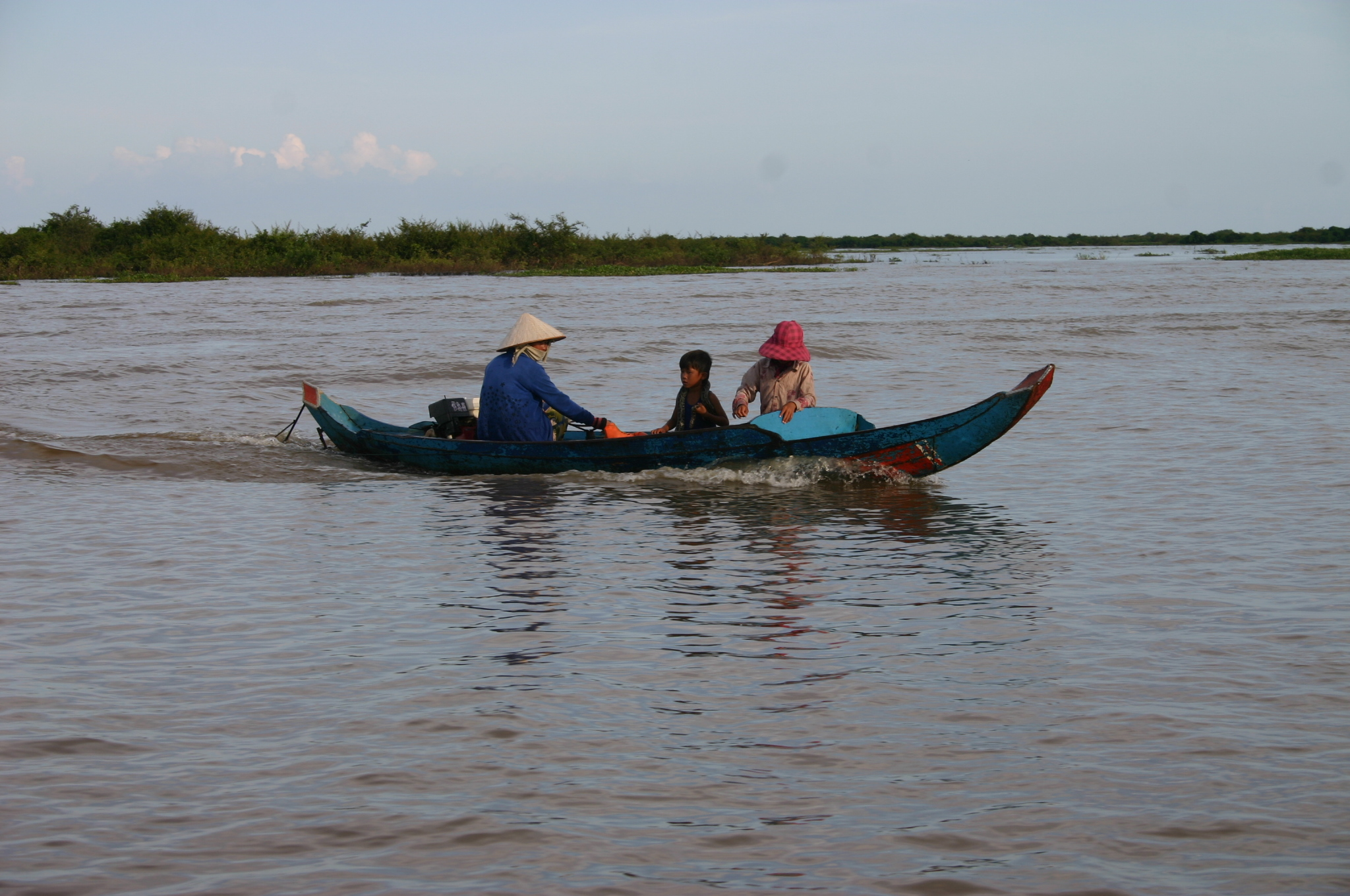
Łódź na Tonle Sap

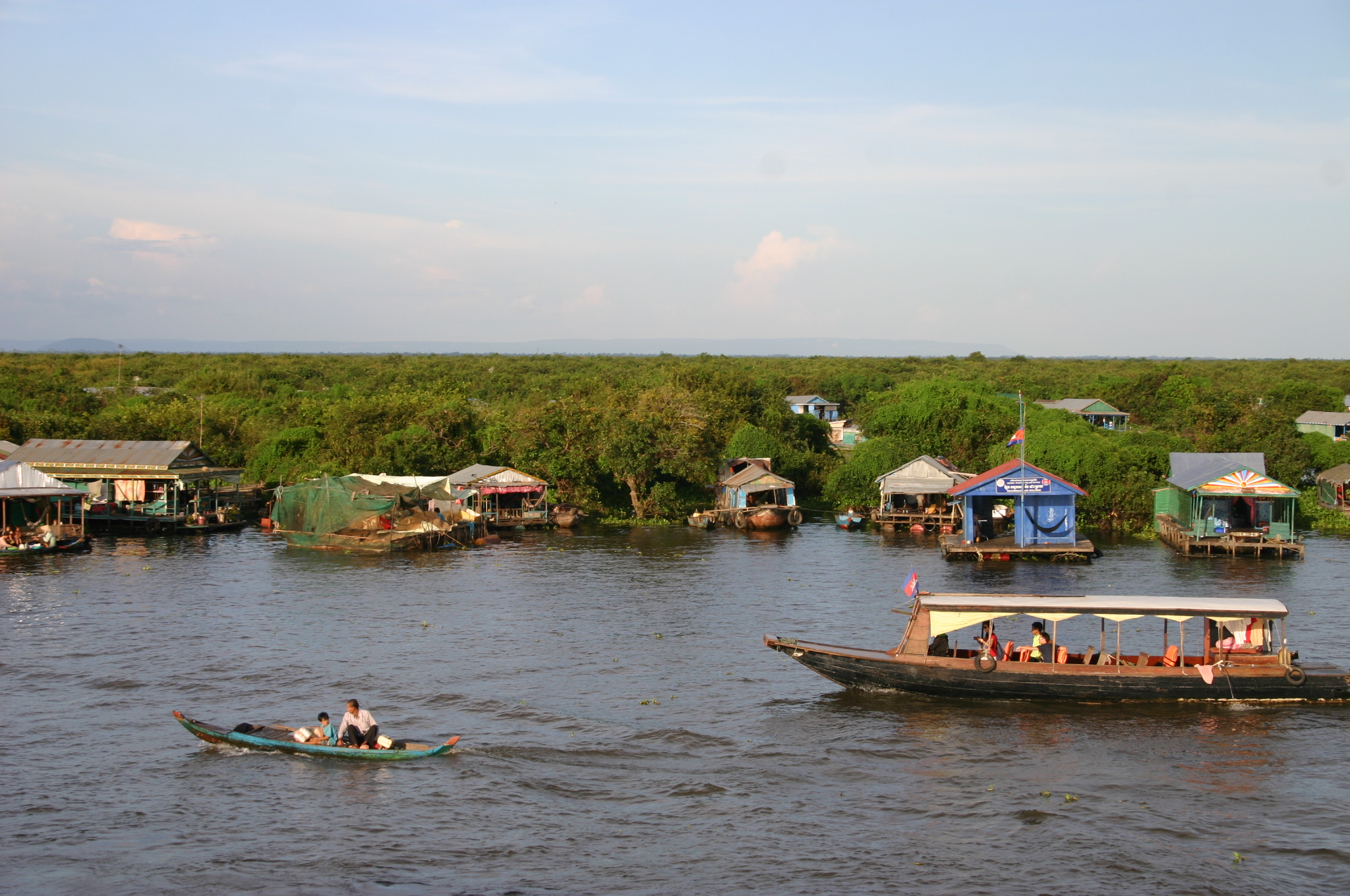
Pływająca wioska na Tonle Sap

Sieć rzeczna Kambodży jest dobrze rozwinięta. Prawie cały obszar kraju znajduje się w dorzeczu Mekongu. Dział wodny I stopnia stanowią pasma Gór Kardamonowych i Gór Słonia. Rzeki na wschodnich zboczach tych gór spływają do jeziora Tonle Sap, a na zachodnich do Zatoki Tajlandzkiej. Osią hydrograficzną kraju jest Mekong płynący na terenie Kambodży w kierunku południowym na odcinku ok. 500 km. Drugim ważnym elementem hydrograficznym kraju jest jezioro o powierzchni od 2600 km² w porze suchej do 10400 km² w porze deszczowej. Z Tonle Sap wypływa rzeka o tej samej nazwie, która podczas pory suchej płynie na południe w kierunku Mekongu. W czasie pory deszczowej nadmiar wody w Mekongu powoduje cofanie się wód rzeki w kierunku jeziora, które rozlewa się w centralnej części niziny. Jego głębokość wzrasta wówczas z 1–3 m do 12 m. Z tego powodu zbiornik ten posiada jedne z najliczniejszych zasobów ryb słodkowodnych na świecie. Doroczne wylewy wód Mekongu przyczyniają się także do akumulacji żyznych aluwiów na terenie równiny centralnej. Inne większe rzeki to: Tonle Srepok, Tonle San, Stung Sen, Stung Sreng, Stung Chinit, Prek Chhlong, Sangke.

### Gleby
Na terenach nizinnych przede wszystkim czerwone gleby ferralitowe (ferralsole, akrisole, luwisole) oraz żyzne gleby aluwialne (fluwisole), występujące m.in. w dolinach Mekongu i Tonle Sap. Na wyżej położonych terenach występują czerwonożółte laterytowe gleby wilgotnych lasów tropikalnych oraz czerwone gleby laterytowe okresowo wilgotnych lasów tropikalnych (czerwonożółte i czerwone gleby ferralitowe).

### Flora

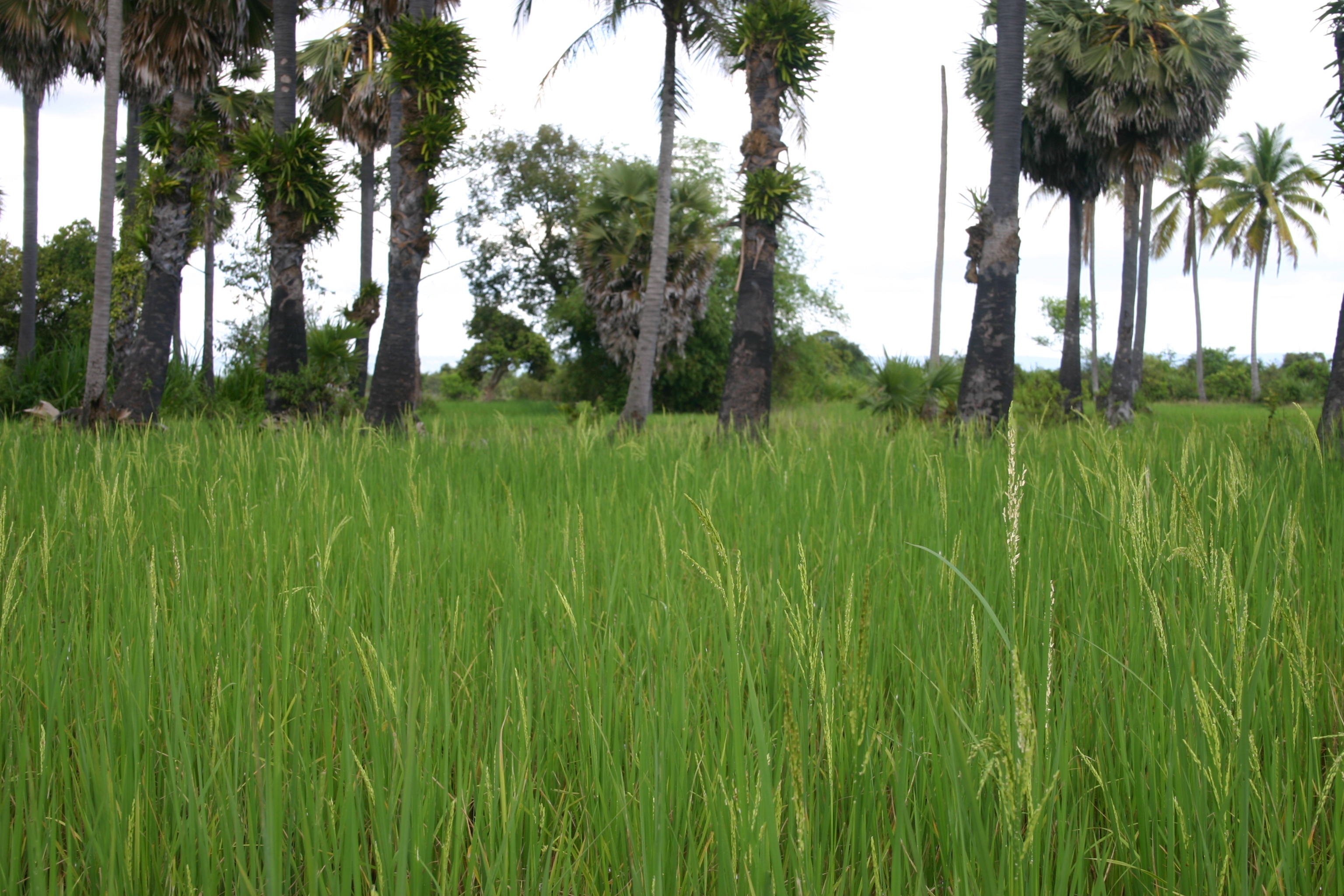
Pola ryżowe

Lasy zajmują ok. 40% powierzchni kraju. Na południu i w części środkowej występują wilgotne lasy równikowe, przechodzące ku północy w monsunowe, tracące liście w porze suchej, z drzewami sandałowymi, kamforowymi, tekowymi, i damarzynkiem, a następnie w sawanny o trawach dochodzących do 1,5 m. Powyżej 800 m n.p.m. lasy sosnowe. Na wybrzeżu lasy namorzynowe, a na okresowo zalewanych obszarach – bagienne. Symbolem Kambodży są powszechnie występujące tzw. palmy cukrowe (Arenga pierzasta; Arenga pinnata), które wykorzystuje się jako surowiec budowlany oraz podstawowy składnik do wyrobu cukru, octu, lekarstw i wina. Drewno stanowi główny surowiec energetyczny kraju, dlatego środowisko naturalne zagrożone jest przez silne wylesianie.

### Fauna
Skład fauny jest typowy dla Regionu Indochińskiego. Z dużych ssaków żyją tu: słoń indyjski, tapir malajski, banteng, nosorożec sumatrzański i antylopa garna. Największe drapieżniki to: tygrys, lampart, niedźwiedź malajski. Wilgotne lasy zamieszkują łasicolot malajski i kalong. Z ssaków naczelnych występują gibony, makaki i langury. Ponadto: pawie, bażanty, kameleony, gekony, pytony – siatkowany i tygrysi.

## Historia

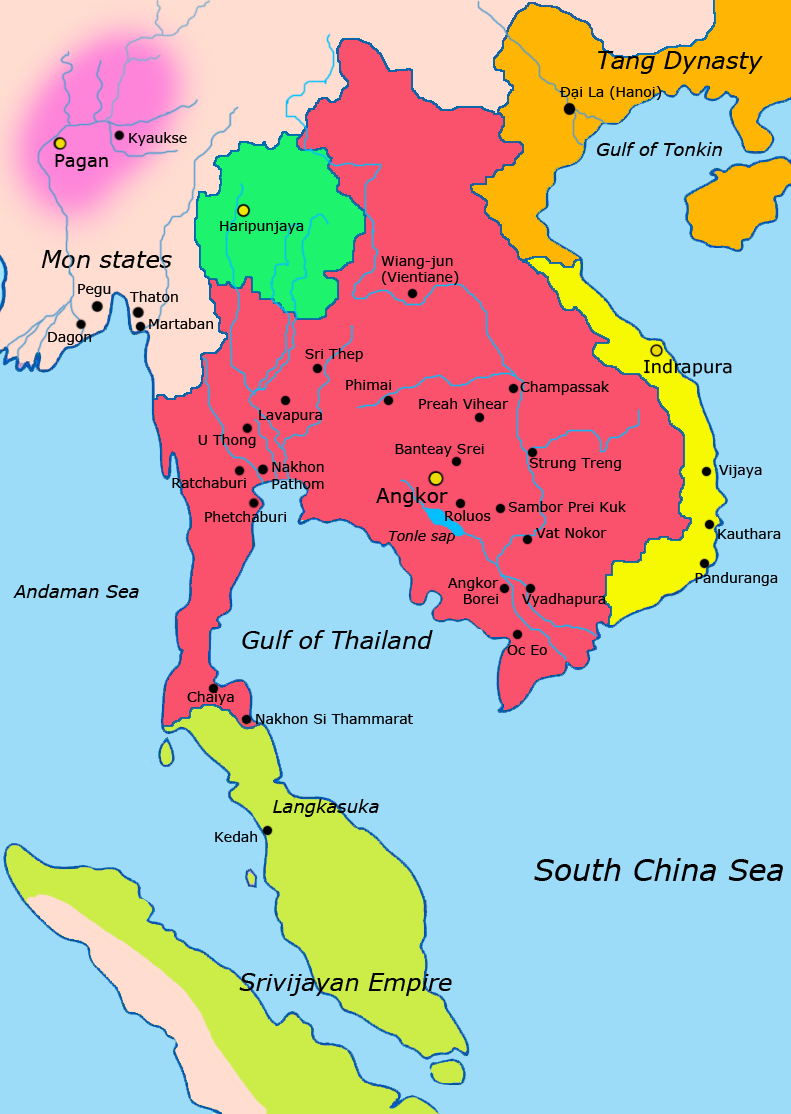
Azja Płd.-Wsch. w X w., Imperium Khmerów zaznaczone na czerwono

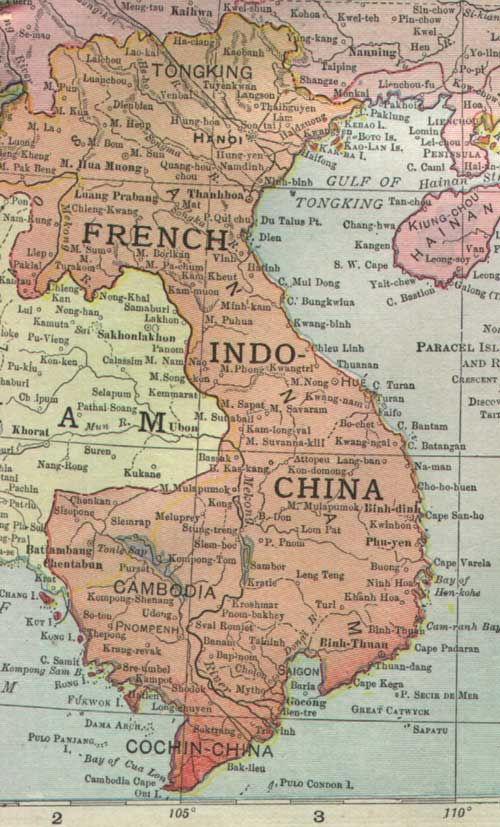
Indochiny Francuskie w 1913 r.

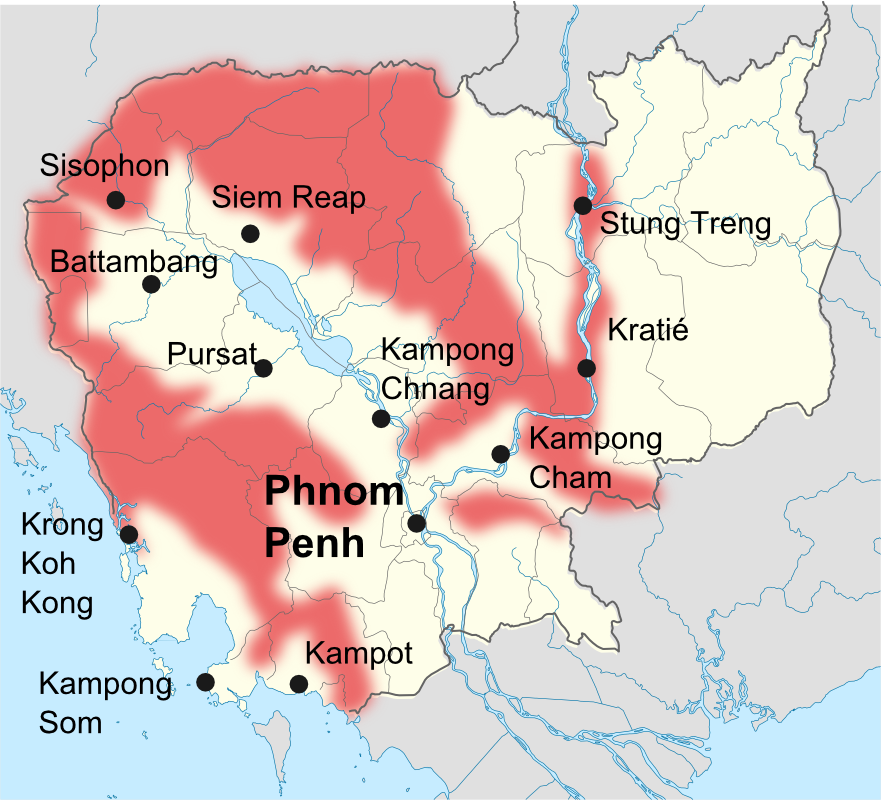
Obszary objęte działaniami Czerwonych Khmerów w latach 1989–1990

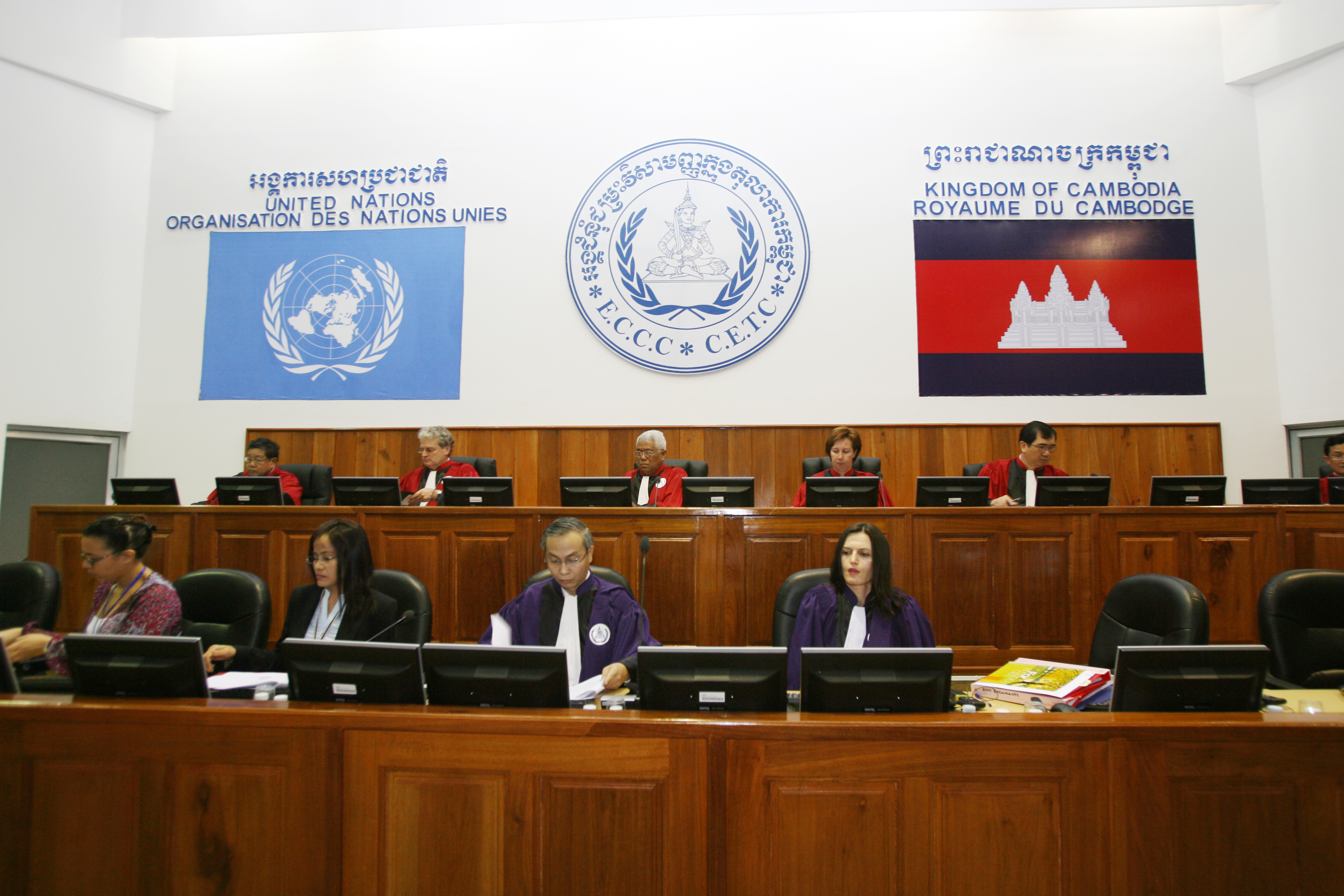
Posiedzenie Nadzwyczajnej Izby Sądu Kambodży

Do najwcześniejszych, zorganizowanych form politycznych w tym rejonie zalicza się państwo Funan (okres od I wieku naszej ery). W tym okresie dominującą religią Kambodży stał się hinduizm. Około VI wieku Funan został zastąpiony przez księstwo Czenla. Początek IX wieku to powstanie zjednoczonego imperium Khmerów pod rządami dynastii angkorskiej. W XIV wieku imperium Khmerów zostało zajęte przez sąsiednich Tajów, a stolica przeniesiona z Angkor Thom do Phnom Penh. Wraz z upadkiem imperium w kraju zanikły wierzenia hinduistyczne, a w ich miejsce wpływy zyskał buddyzm. Około XVI wieku na obszar Kambodży przybyli misjonarze europejscy. W XIX wieku Kambodżę podbiła Francja. Kambodża w 1863 roku stała się protektoratem Francji, w 1884 roku kolonią, a w 1887 roku została włączona w skład kolonialnych Indochin Francuskich. Na przełomie wieku XIX i XX doszło do serii nieudanych powstań niepodległościowych. W latach 1941–1945 miała miejsce okupacja japońska, a od 1945 do 1946 roku okupacja tajska. W trakcie I wojny indochińskiej na terenie Kambodży dochodziło do walk między wojskami kolonialnymi a niepodległościową organizacją Việt Minh z Wietnamu. Walki doprowadziły do ożywienia narodowego Khmerów, którzy również rozpoczęli batalię przeciwko Francuzom. Z wojskami francuskimi starli się miejscowi komuniści i ruch Khmer Issarak. W 1949 roku Kambodża proklamowała niepodległość w ramach Unii Francuskiej. Na skutek konferencji genewskiej w połowie lat 50. Francuzi wycofali się z Wietnamu. W 1955 roku Kambodża przyjęta została do ONZ po ówczesnym odejściu z Unii Francuskiej.
W niepodległej Kambodży władzę objął król Norodom Suramarit, a następnie Norodom Sihanouk. Sihanouk rządził w oparciu o monarchistyczną Powszechną Wspólnotę Socjalistyczną i realizował politykę współpracy z Chinami. W trakcie wojny wietnamskiej umożliwił Vietcongowi poruszanie się po obszarze Kambodży. Lewicowy kurs monarchy szczególnie przybrał na sile w połowie lat 60. Sytuacja zmieniła się, gdy premierem rządu został proamerykański Lon Nol, który władzę objął na skutek sfałszowanych przez konserwatystów wyborów parlamentarnych. Lon Nol za zgodą monarchy rozpoczął rozprawę z dotychczasowymi lewicowymi sojusznikami z partii Pracheachon. Rządy Lon Nola doprowadziły do pogorszenia się sytuacji ekonomicznej co w 1967 roku doprowadziło do wybuchu chłopskiej rebelii w Battambangu. Lon Nol pod nieobecność króla ogłosił stan wojenny i rozbił powstańców niszcząc przy tym szereg wiosek. Pacyfikacja doprowadziła do powstania partyzantki na czele której stanęli Czerwoni Khmerowie (przywódcą grupy był Pol Pot) do tej pory funkcjonujący jedynie jako jedna spośród grup wewnątrz Komunistycznej Partii Kambodży.
Król na skutek narastającego zamieszania zdymisjonował Lon Nola, jednak ten powrócił do łask po sukcesach partyzantki, pod koniec lat 60. wracając do rządu jako premier. W 1970 roku Lon Nol przeprowadził zamach stanu, w wyniku którego obalono króla. Lon Nol zlikwidował Królestwo Kambodży, a w jego miejsce utworzył Republikę Khmerów. Po puczu król udał się na emigrację do Chin. Na emigracji utworzył Zjednoczony Front Narodowy Kambodży i poparł Czerwonych Khmerów w ich walce z reżimem. Rząd Lon Nola winą za fatalną sytuację kraju obarczał mniejszość wietnamską i pomógł organizować czystki wymierzone w tę grupę etniczną. Represje wobec Wietnamczyków spowodowały, że Vietcong rozpoczął walkę z rządem Kambodży. Lon Nol nie radząc sobie z siłą wietnamskiej partyzantki poprosił o pomoc USA, które rozpoczęło bombardowanie pozycji Vietcongu w Kambodży. Rząd Kambodży tracił stopniowo kolejne części kraju. W połowie lat 70. z wojny przeciwko Lon Nolowi wycofał się Vietcong, który popadł w konflikt z Czerwonymi Khmerami. W 1975 roku Czerwoni Khmerzy obalili rządzący reżim, a w jego miejscu utworzyli Demokratyczną Kampuczę.
Czerwoni Khmerzy wprowadzili politykę znaną jako „Rok Zerowy”. Polityka ta doprowadziła do śmierci ogromnej liczby osób wskutek głodu, przepracowania, i przeprowadzanych egzekucji. W wyniku krwawych rządów Pol Pota zginęło od 10 do 20–25% populacji. Czerwoni Khmerzy początkowo mianowali głową państwa króla, potem jednak został on przez nich odwołany i wysłany na emigrację. Demokratyczna Kampucza szybko popadła w konflikt z Wietnamem, co spowodowane było skrajnie nacjonalistycznymi i antywietnamskimi poglądami Czerwonych Khmerów. Demokratyczna Kampucza rozpoczęła serie ataków na sporne obszary i dokonywała licznych czystek etnicznych przeciwko Wietnamczykom. Brutalna polityka Czerwonych Khmerów spotkała się z oporem części armii, która zdezerterowała i przeszła na stronę Wietnamu. W 1979 roku reżim Pol Pota został obalony w wyniku interwencji armii wietnamskiej i sił opozycyjnych (Zjednoczony Front Ocalenia Narodowego Kambodży) wspartych przez ZSRR.
Po obaleniu Czerwonych Khmerów została proklamowana Ludowa Republika Kampuczy. Władzę w niej objęli politycy prowietnamscy, a premierem został Hun Sen, który w okresie dyktatury Czerwonych Khmerów zdezerterował z armii i przedostał się do Wietnamu. Czerwoni Khmerzy przedostali się głównie na zachód kraju gdzie po wsparciu ze strony Tajlandii i CIA zaczęli formować partyzantkę antyrządową. Wietnam i nowy rząd Kambodży znalazły się w ogniu krytyki po tym, gdy przedstawiciele Demokratycznej Kampuczy wezwali do nadzwyczajnego spotkania Rady Bezpieczeństwa ONZ, na którym przedstawiciele obalonego reżimu oprotestowali naruszenie suwerenności kraju przez wojska Wietnamu. Pomimo że polityka eksterminacji prowadzona przez reżim Pol Pota została wcześniej ujawniona, państwa zachodnie poparły rząd Demokratycznej Kampuczy i włączyły się w akcję izolacji nowych władz. Czerwoni Khmerzy ponownie zostali poparci przez króla Sihanouka, który w 1982 roku utworzył Koalicyjny Rząd Demokratycznej Kampuczy. W połowie lat 80. koalicja Czerwonych Khmerów i mniejszych grup partyzantki antywietnamskiej poniosła poważne straty w starciach z siłami Ludowej Republiki Kampuczy i Wietnamu, co skłoniło ją do rozpoczęcia rozmów z rządem. Na skutek rozmów pokojowych we wrześniu 1989 roku Wietnam wycofał swoje wojska z Kambodży, a w październiku 1991 roku powstała Rada Państwowa Kambodży, do której weszli przedstawiciele zarówno rządu, jak i opozycji. W tym samym roku został też podpisany układ pokojowy. Wkrótce z układu wyłamali się Czerwoni Khmerzy, którzy kontynuowali działania partyzanckie.
W maju 1993 roku odbyły się wybory parlamentarne nadzorowane przez ONZ; zwycięstwo odnieśli zwolennicy Sihanouka. Doszło do utworzenia koalicji z ugrupowaniem prowietnamskim. W październiku 1993 roku została restaurowana monarchia z elementami demokracji parlamentarnej. Od tamtej pory w dalszym ciągu główną postacią sceny politycznej pozostał Hun Sen. W 1998 roku zginął Pol Pot, a w grudniu tego roku przywódcy Czerwonych Khmerów poddali się. W 1999 roku Kambodża została członkiem Stowarzyszenia Narodów Azji Południowo-Wschodniej (ASEAN). W XXI wieku ruszył proces zbrodni popełnionych przez reżim Czerwonych Khmerów. W 2001 roku przyjęto ustawę o powołaniu specjalnego trybunału, a w 2003 roku utworzono Nadzwyczajną Izbę Sądu Kambodży, której celem było postawienie przed sądem odpowiedzialnych za zbrodnie w czasie rządów Czerwonych Khmerów. Pierwszy wyrok w sprawie zbrodni przeciwko ludzkości zapadł 26 lipca 2010 roku. W 2004 roku król Norodom Sihanouk abdykował, a na tron wstąpił jego syn, Norodom Sihamoni. W XXI wieku odżył konflikt graniczny z Tajlandią (starcia o Preah Vihear w 2008 i 2011 roku).

## Ustrój polityczny
Kambodża jest monarchią konstytucyjną. Władza legislacyjna należy do dwuizbowego parlamentu złożonego ze 122-osobowego Zgromadzenia Narodowego (izba niższa) i 61-osobowego Senatu (izba wyższa). Pierwsze wybory do Zgromadzenia Narodowego odbyły się w maju 1993 i były nadzorowane przez ONZ (UNTAC).
Głową państwa jest monarcha wybierany przez 9-osobową Radę Tronową, w której zasiadają potomkowie trzech linii królewskich (choć rada jest zwolenniczką monarchii dziedzicznej). Władza wykonawcza znajduje się w rękach rządu (Królewski Rząd Kambodży), na czele którego stoi premier. Król nie ma prawa weta w stosunku do praw uchwalonych przez parlament.
W wyborach do Zgromadzenia Narodowego w 2003 zwycięstwo odniosła postkomunistyczna Kambodżańska Partia Ludowa (do 1991 Ludowo-Rewolucyjna Partia Kambodży). Jednak nie na tyle, by móc sprawować samodzielne rządy. W rezultacie uformowano koalicję rządową z rojalistyczną partią FUNCINPEC – jej pełna nazwa brzmi: Zjednoczony Front Narodowy na rzecz Niezależnej, Neutralnej, Pokojowej i Współpracującej Kambodży (Front Uni National pour un Cambodge Indépendant, Neutre, Pacifique, et Coopératif). Premierem został Hun Sen.
W kolejnych wyborach (27 lipca 2008) Kambodżańska Partia Ludowa zwiększyła liczbę mandatów z 73 do 90.
Kambodżańska Partia Ludowa zwyciężyła ponownie w wyborach parlamentarnych z 2013, 2018 i 2023 roku przedłużając tym samym rządy Hun Sena. 22 sierpnia 2023 Hun Sen przestał pełnić funkcję premiera, a następcą został jego syn – Hun Manet. Organizacje praw człowieka oskarżają rząd Kambodży o nieustanne łamanie wolności obywatelskich poprzez zastraszanie, niesprawiedliwe wyroki (sądy działają na rzecz rządzącej partii), rozpędzanie protestów, ograniczenia wolności słowa.

## Podział administracyjny
Administracyjnie Kambodża dzieli się na 24 prowincje (khêt) i jeden specjalny okręg administracyjny (ang. municipality) – Phnom Penh. Każda z prowincji dzieli się na dystrykty (srŏk) i krŏng – miasta na prawach dystryktu. Wydzielonych zostało 159 dystryktów oraz 26 miast na prawach dystryktu. Trzy z krŏng tworzą miasta wydzielone na prawach prowincji: Kêb, Pailĭn, Preăh Sihanŭk. Municipality Phnom Pehn dzieli się na 8 khand. W skład dystryktów wchodzą gminy (khŭm). W całym kraju jest 1417 gmin. Każdy khand miasta Phnom Pehn oraz krŏng dzielą się na sangkat.
Podział administracyjny pierwszego stopnia:
- Specjalny okręg administracyjny Phnom Penh,
- 24 prowincje:

1. Bântéay Méanchey
2. Bătdâmbâng
3. Kâmpôt
4. Kândal
5. Kaôh Kŏng
6. Kâmpóng Cham
7. Kâmpóng Chhnăng
8. Kâmpóng Spœ
9. Kâmpóng Thum
10. Kêb
11. Krâchéh
12. Môndôl Kiri
13. Pailĭn
14. Poŭrsăt
15. Preăh Sihanŭk
16. Preăh Vĭhéar
17. Prey Veng
18. Rôttanak Kiri
19. Siĕm Réab
20. Stœng Trêng
21. Svay Riĕng
22. Takêv
23. Tbong Khmum
24. Ŭddâr Méanchey

## Siły zbrojne
Kambodża dysponuje trzema rodzajami sił zbrojnych: wojskami lądowymi, marynarką wojenną oraz siłami powietrznymi. Uzbrojenie sił lądowych Kambodży składało się w 2014 roku z: 525 czołgów, 300 opancerzonych pojazdów bojowych oraz 600 zestawów artylerii holowanej. Marynarka wojenna Kambodży dysponowała w 2014 roku 26 okrętami obrony przybrzeża. Kambodżańskie siły powietrzne z kolei posiadały w 2014 roku uzbrojenie w postaci m.in. 21 samolotów transportowych oraz 16 śmigłowców.
Wojska kambodżańskie w 2014 roku liczyły 125 tys. żołnierzy zawodowych oraz 200 tys. rezerwistów. Według rankingu Global Firepower (2014) kambodżańskie siły zbrojne stanowią 84. siłę militarną na świecie, z rocznym budżetem na cele obronne w wysokości 192 mln dolarów (USD).

## Demografia
- Przyrost naturalny: 2,2%
- Skład etniczny: Khmerzy (94%), Chińczycy (3%), Czamowie, Tajowie, Wietnamczycy, Laotańczycy i inni (3%)
- Główne wyznania: buddyści (80%), muzułmanie (2%), chrześcijanie (1%), ateiści (17%)
- Analfabetyzm: 22,8%
- Urbanizacja: 13%
- Języki: khmerski (urzędowy), chiński, wietnamski

Kambodża jest krajem dosyć słabo zaludnionym. W latach 1975–1985 nastąpił spadek liczby ludności spowodowany bombardowaniami wojsk amerykańskich oraz ludobójstwem rządów Czerwonych Khmerów i wojną domową. Po 1986 – szybki przyrost naturalny (ok. 25‰ rocznie) i powrót uchodźców z Tajlandii. Ludność rozmieszczona jest nierównomiernie. Blisko 80% ludności skupia się w dolinie Mekongu i nad jeziorem Tonle Sap. Najmniej ludzi mieszka w odizolowanych porośniętych lasem równikowym prowincjach Ratanakiri i Mondolkiri, w których gęstość zaludnienia wynosi poniżej 5 osób/km². Wysoki poziom urodzeń oraz stopa zgonów jedna z najwyższych w Azji. Pomimo tego szybki wzrost liczby ludności. Średnia długość życia (57 lat): mężczyźni – 55 lat, kobiety – 59.
Kambodża to kraj niemal jednolity etnicznie – Khmerzy stanowią 94%. Inne mniejszości narodowe to Chińczycy, mieszkający w większych miastach. Czamowie i Wietnamczycy żyją w oddzielnych osadach rozproszonych po całym kraju. Tajowie i Laotańczycy – na terenach przygranicznych. Gwałtowne migracje ludności nastąpiły w latach 70. – ucieczka przed walkami, rządy Czerwonych Khmerów. W obawie przed egzekucjami i represjami wiele osób uciekło do Tajlandii i Wietnamu. W 1992 do Kambodży powróciło wielu uchodźców z całego świata.

### Osadnictwo
Kambodża należy do najsłabiej zurbanizowanych krajów azjatyckich. W miastach mieszka tylko 13% ludności. Stolicą, największym miastem, głównym ośrodkiem handlowym, przemysłowym i edukacyjnym jest Phnom Penh. Pozostałe większe miasta to: Battambang, Kampong Czam, Pursat, Kompong Som i Kampot. Osadnictwo wiejskie rozproszone – centralna i południowa część kraju. Typowa wioska (phum), jednolita etnicznie liczy do 500 mieszkańców. Stanowi ona część większej jednostki osadniczej skupiającej kilka wiosek (khum), w której znajdują się wspólna szkoła, świątynia buddyjska i kilka sklepów.

### Religia

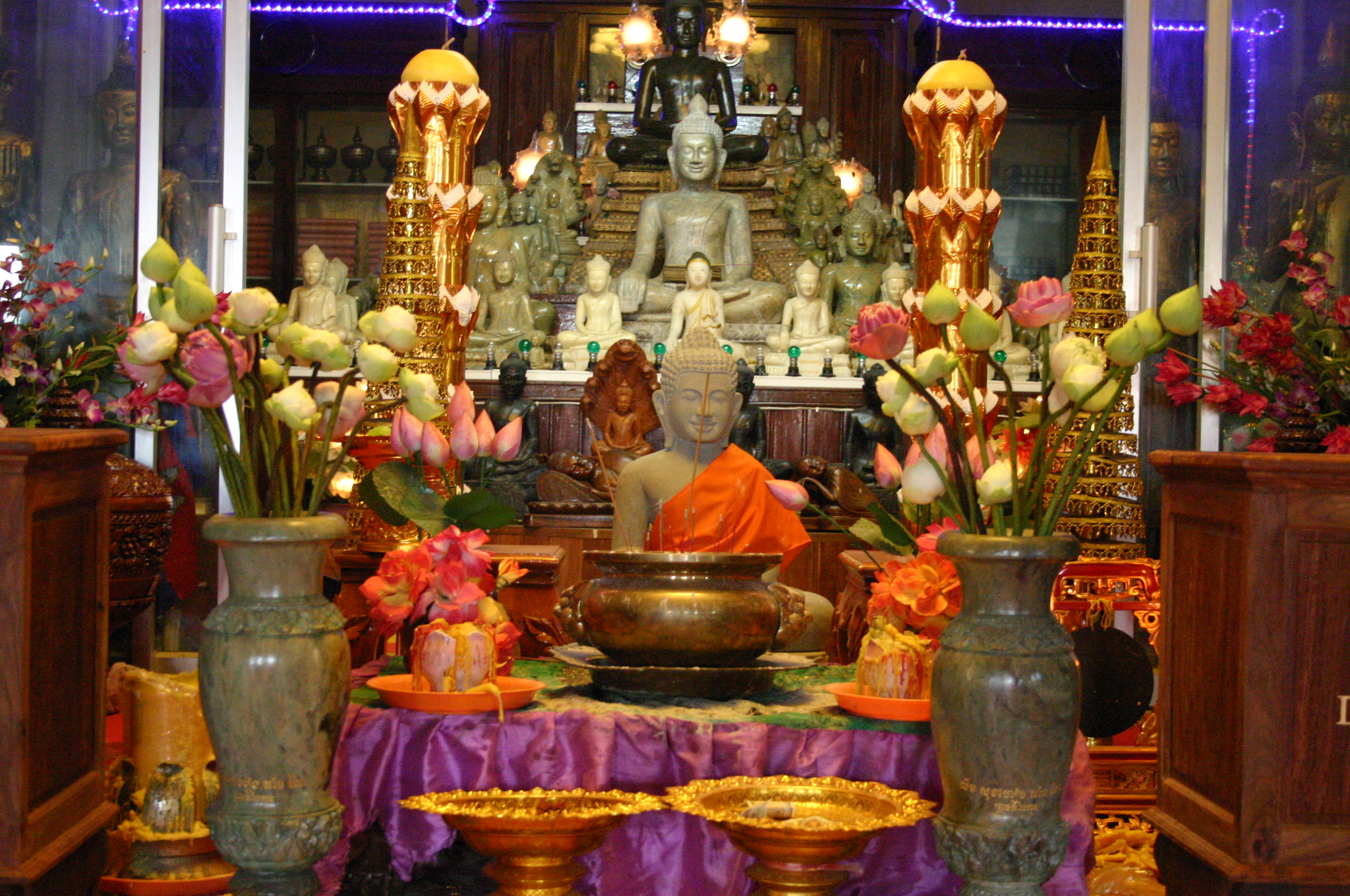
Ołtarz w buddyjskiej świątyni Wat Phnom w Phnom Penh

Struktura religijna kraju w 2015 roku według The Association of Religion Data Archives (The ARDA):
- buddyzm – 84% (Therawada – 96,8%)
- tradycyjne religie plemienne – 5,1%
- religie chińskie, taoizm – 3,4%
- chrześcijaństwo – 2,9%:
  - protestantyzm – 2,1% (głównie Kościół Poczwórnej Ewangelii)
  - katolicyzm – 0,6%
  - pozostali – 0,2%
- bez religii – 2,5%
- islam – 1,8% (sunnizm – 100%)
- hinduizm – 0,2%
- bahaizm – 0,1%.

## Kultura

### Literatura

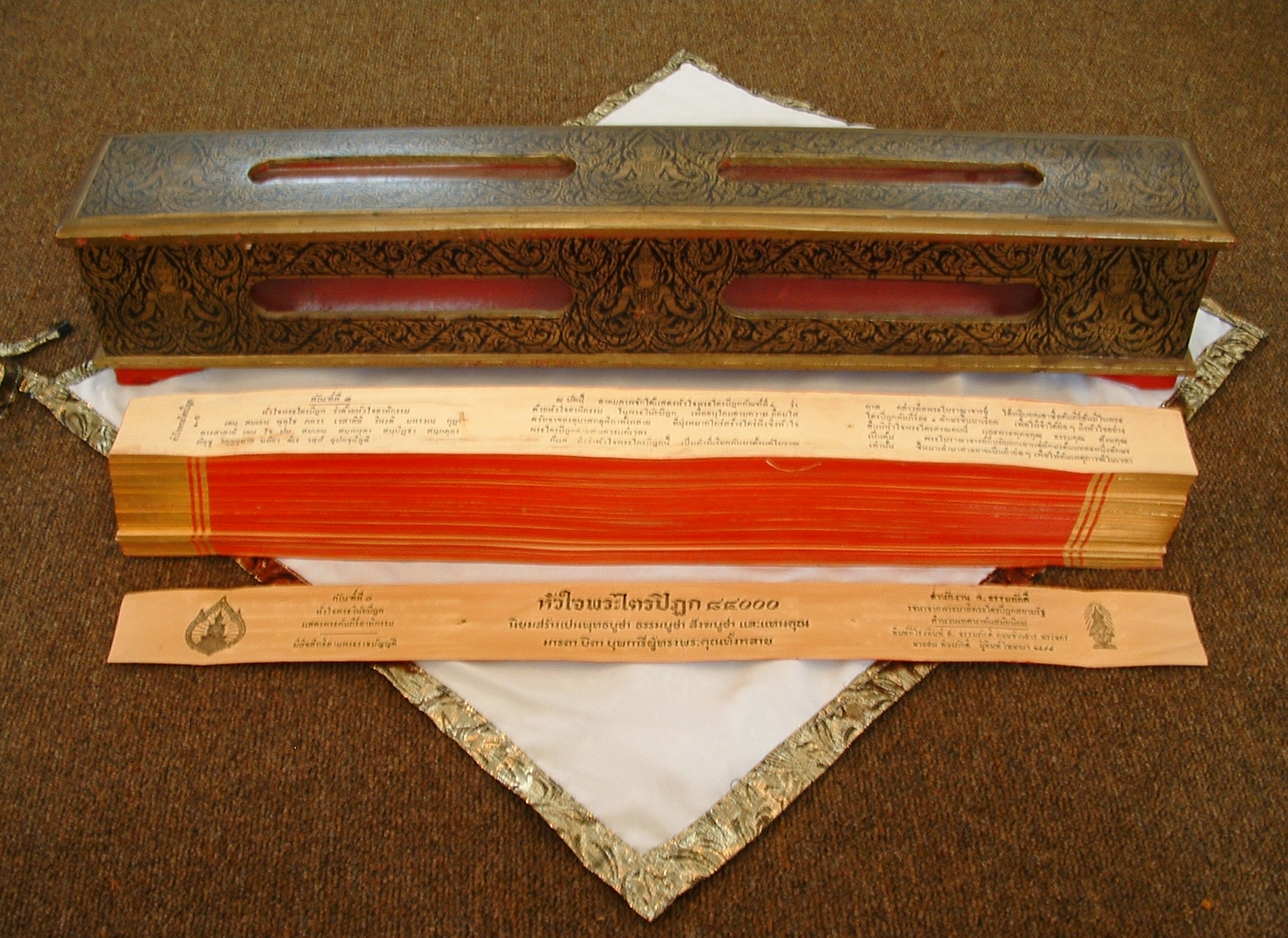
Manuskrypt buddyjski w języku palijskim: Tipitaka

Literatura khmerska powstawała i rozwijała się pod wpływem kultury indyjskiej. Najstarsze zabytki (sanskryckie na kamiennych płytach, stelach i kolumnach świątyń) pochodzą z III wieku (okres przedangkorski III–VIII wiek). Z okresu angkorskiego (IX–XIII w.) zachowały się wierszowane panegiryki na cześć bogów i władców. Najstarsze teksty w języku khmerskim pochodzą z XIV w., m.in. poemat Legenda o Angkorze.
Prawdopodobnie w XIV w. powstała epopeja kosmogoniczna Treiphet (zachowały się jedynie późniejsze wersje). Od XIV w., wraz z rozwojem buddyzmu therawady, zaczęły się pojawiać religijne teksty w języku palijskim (Tripitaka – palijski kanon buddyjski) i w języku khmerskim.
Do naszych czasów w niezmienionej postaci przetrwały ustne przekazy legend, bajek i cudownych historii opowiadanych przez kapłanów i bajarzy.
Dzieje literatury kambodżańskiej zaczynają się od najsłynniejszej epopei, zwanej Reamker – odpowiednik staroindyjskiej Ramajany (najstarsze fragmenty z XV–XVII wieku). W XIX w. powstały tzw. Roczniki królewskie, które stanowią główne źródło historyczne dla poznania dziejów Kambodży. W 1936 ukazała się pierwsza powieść khmerska Nhok Thema. Po uzyskaniu niepodległości w 1953 rozwinął działalność Instytut Buddyjski w Phnom Penh. Powstawała literatura oparta na wzorach europejskich (zapoczątkowana w czasach kolonizacji francuskiej). W latach 1975–1978 wymordowano praktycznie wszystkich twórców i działalność literacka zanikła. Po 1979 życie literackie odrodziło się, a utwory przybrały charakter rozliczeniowy i dotyczyły lat 1975–1978.

### Taniec

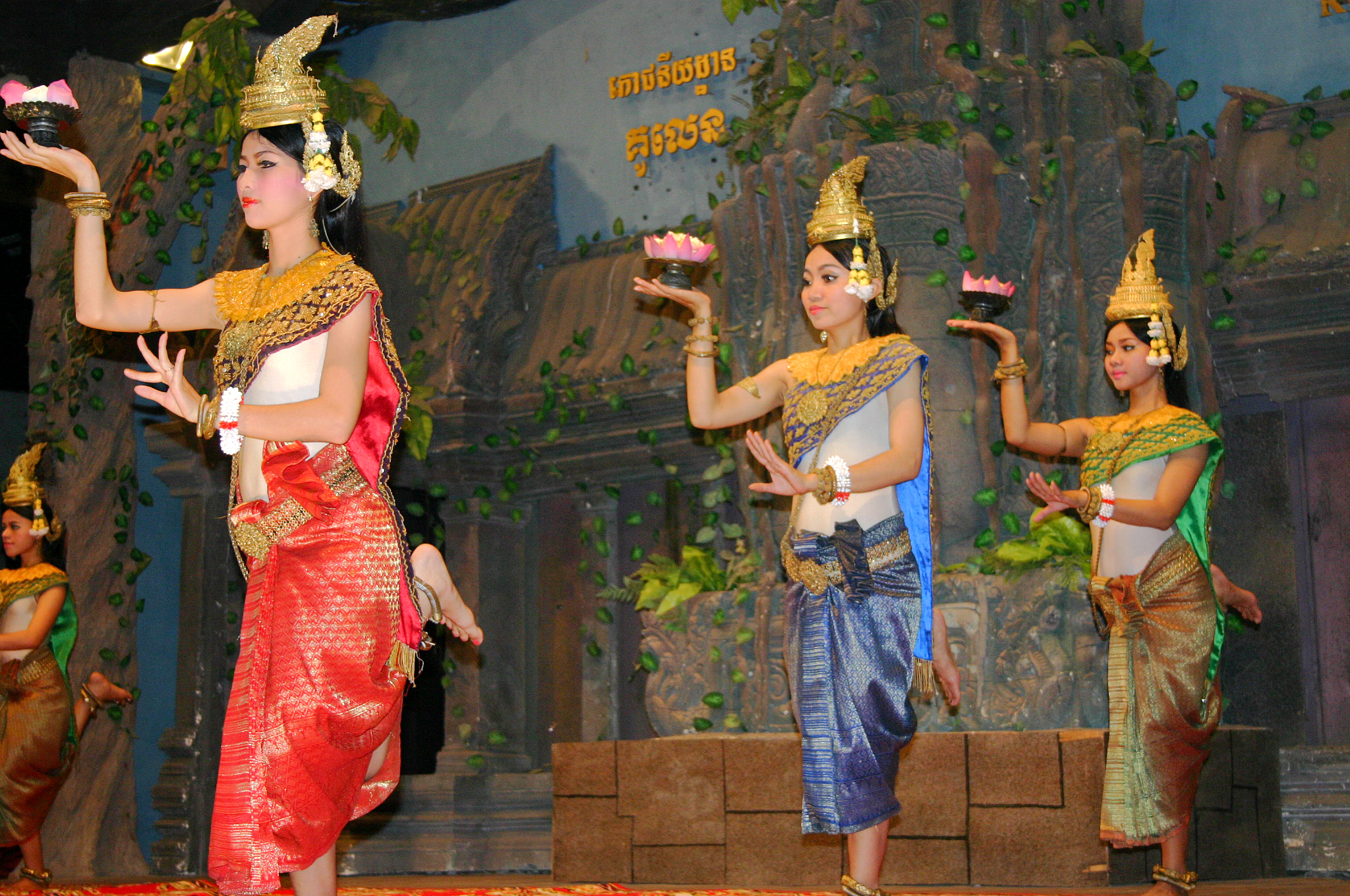
Klasyczny taniec khmerski

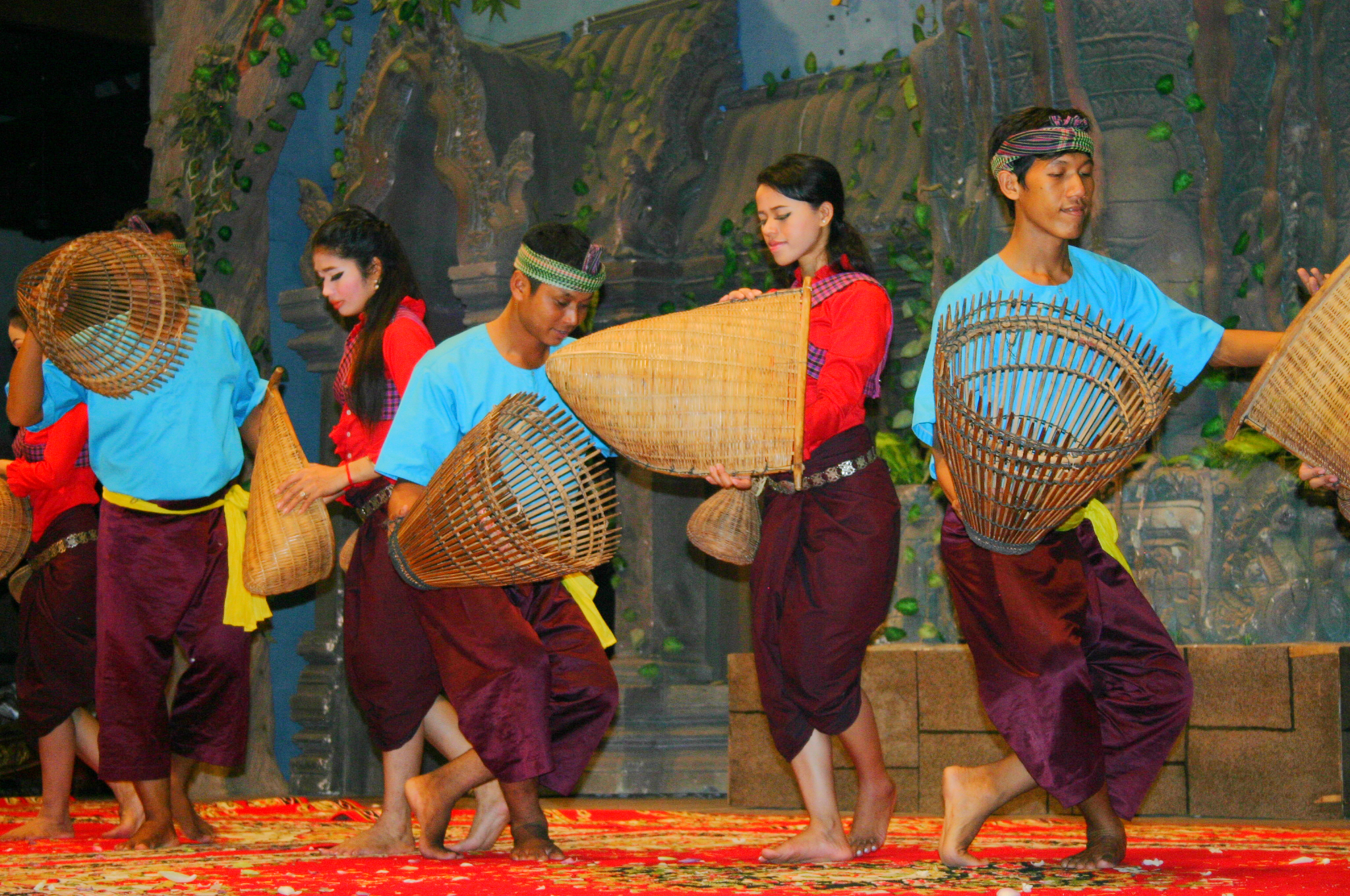
Ludowy taniec khmerski

Podstawowe kategorie tańca khmerskiego to: taniec klasyczny, taniec ludowy i tańce towarzyskie (często wykonywane w kręgu).
Badacze spierają się na temat pochodzenia tańca klasycznego w jego obecnej formie: zdaniem niektórych wywodzi się on bezpośrednio z czasów angkorskich, inni uważają, że został zapożyczony, albo co najmniej zmodyfikowany w wyniku wpływów z Syjamu w XIX wieku. Wykonywany był wyłącznie na dworze królewskim lub w świątyni, a jego wykonawczynie uważano za ziemskie odpowiedniki niebiańskich tancerek – apsar.
Taniec zwykle ilustruje jakąś fabułę np. mity, opowieści romantyczne, bądź kambodżańską wersję Ramajany (Reamker).
W czasach reżimu Czerwonych Khmerów większość artystów tańca i muzyki klasycznej została wymordowana, lecz po 1979 tradycja tańca zaczęła się odradzać. Przywrócony został do życia Balet Królewski, w dużej mierze dzięki staraniom księżniczki Norodom Bopha Devi, która przed czasami Czerwonych Khmerów występowała jako primabalerina. W 2003 Królewski Balet Kambodży został wpisany na Listę Dziedzictwa Niematerialnego UNESCO
Taniec ludowy wykonywany jest w tradycyjnych strojach społeczności wiejskich (sampot), często z wykorzystaniem sprzętów używanych w tradycyjnych wiejskich pracach. Towarzyszy zwykle wiejskim uroczystościom religijnym i świeckim, obecnie coraz częściej pokazywany jako atrakcja turystyczna.

## Gospodarka
- PKB w cenach bieżących: 12,88 mld USD (2011)
- PKB według siły nabywczej (PPP): 36,01 mld USD (2011)
- wzrost PKB:
  - 0,1% (2009)
  - 6,0% (2010)
  - 6,1% (2011)
  - 6,2% (2012, szacunki)
- PKB na głowę: 900 USD/osobę (2011)
- Struktura PKB (2011): rolnictwo – 30,9%, przemysł – 22%, usługi – 40%[30]
- Wielkość eksportu: 4,69 mld USD (2010)
- Główne towary eksportowe: odzież, drewno, miedź, ryż, ryby, tytoń, obuwie
- Główni partnerzy w eksporcie: USA (58,1%), Niemcy (7,3%), Wielka Brytania (5,2%), Kanada (4,6%), Wietnam (4,5%)
- Wielkość importu: 6,24 mld USD (2010)
- Główne towary importowe: produkty naftowe, papierosy, złoto, materiały konstrukcyjne, maszyny, pojazdy mechaniczne, farmaceutyki
- Główni partnerzy w imporcie: Tajlandia (23,1%), Wietnam (16,9%), Chiny (15%), Hongkong (10,4%), Singapur (7,5%), Tajwan (7,2%), Korea Płd (4,8%)
- Deficyt obrotów bieżących: -1,5 mld USD (2010)[31]
- Struktura zatrudnienia (1994): rolnictwo – 68%, przemysł – 13%, usługi – 19%
- Struktura użytkowania ziemi (1993): grunty orne – 16,8%, użytki zielone – 3,2%, lasy – 39%, inne – 41%

Jest to jedno z najbiedniejszych państw na świecie. Od 1986 rozpoczął się proces prywatyzacji przedsiębiorstw państwowych oraz zakładów rzemieślniczych. Przemysł jest słabo rozwinięty – funkcjonują tylko małe fabryki kauczuku, tartaki i zakłady przemysłu spożywczego, dlatego wielce ważnym elementem gospodarki kraju jest rolnictwo. ONZ zalicza Kambodżę do grupy jednych z najsłabiej rozwiniętych państw świata (tzw. LDC –  Least Developed Countries).

### Baza surowcowa
Kambodża posiada niewiele surowców mineralnych, są to:
- fosforyty
- kamienie szlachetne (rubiny, szafiry)
- rudy żelaza
- boksyty
- rudy manganu
- sól kamienna
- gaz ziemny
- ropa naftowa

Obecnie wydobywa się sól kamienną, fosforyty, kamienie szlachetne i rudy żelaza. Boksyty nie są eksploatowane. W 1992 zasoby gazu ziemnego w Kambodży szacowano na 1500-3500 mld m³, a rezerwy ropy naftowej na 50-100 mln baryłek.

### Transport i łączność
Kambodża ma rozwiniętą żeglugę śródlądową na Mekongu i jego dopływach, a długość dróg wodnych wynosi 2400 km (2004). Długość dróg kołowych – 34 100 km, z czego 3000 km to drogi pierwszej klasy (drogi narodowe). Długość różnotorowych linii kolejowych wynosi 649 km (0,4 km na 100 km² – 1988). W 1975 długość ta wynosiła 1370 km, lecz w latach 1976–1978 80% uległo zniszczeniu. Od 1978 trwa ich odbudowa. Główne połączenia kolejowe i drogowe to: Phnom Penh-Kompong Som i Phnom Penh-Bangkok (Tajlandia). Główny port morski znajduje się w Kompong Som. Najważniejsze porty lotnicze to Phnom Penh oraz Angkor w pobliżu Siem Reap.

### Handel zagraniczny
- Eksport: kauczuk, drewno, ryż, ryby, kamienie szlachetne
- Import: maszyny i środki transportu, papierosy, materiały budowlane, produkty naftowe i odzież

Kambodża posiada ujemny bilans handlowy. W 2004 import wyniósł 3129 mln USD, a eksport – 2311 mln USD. Głównymi odbiorcami eksportu są: Stany Zjednoczone 56,2%, Niemcy 11,5%, Wielka Brytania 7%, Kanada 4,3%. Głównymi partnerami w imporcie są: Tajlandia 23,9%, Hongkong 15%, Chiny 13,5%, Singapur 11,5%, Wietnam 7,6%, Tajwan 7,3%.

### Turystyka

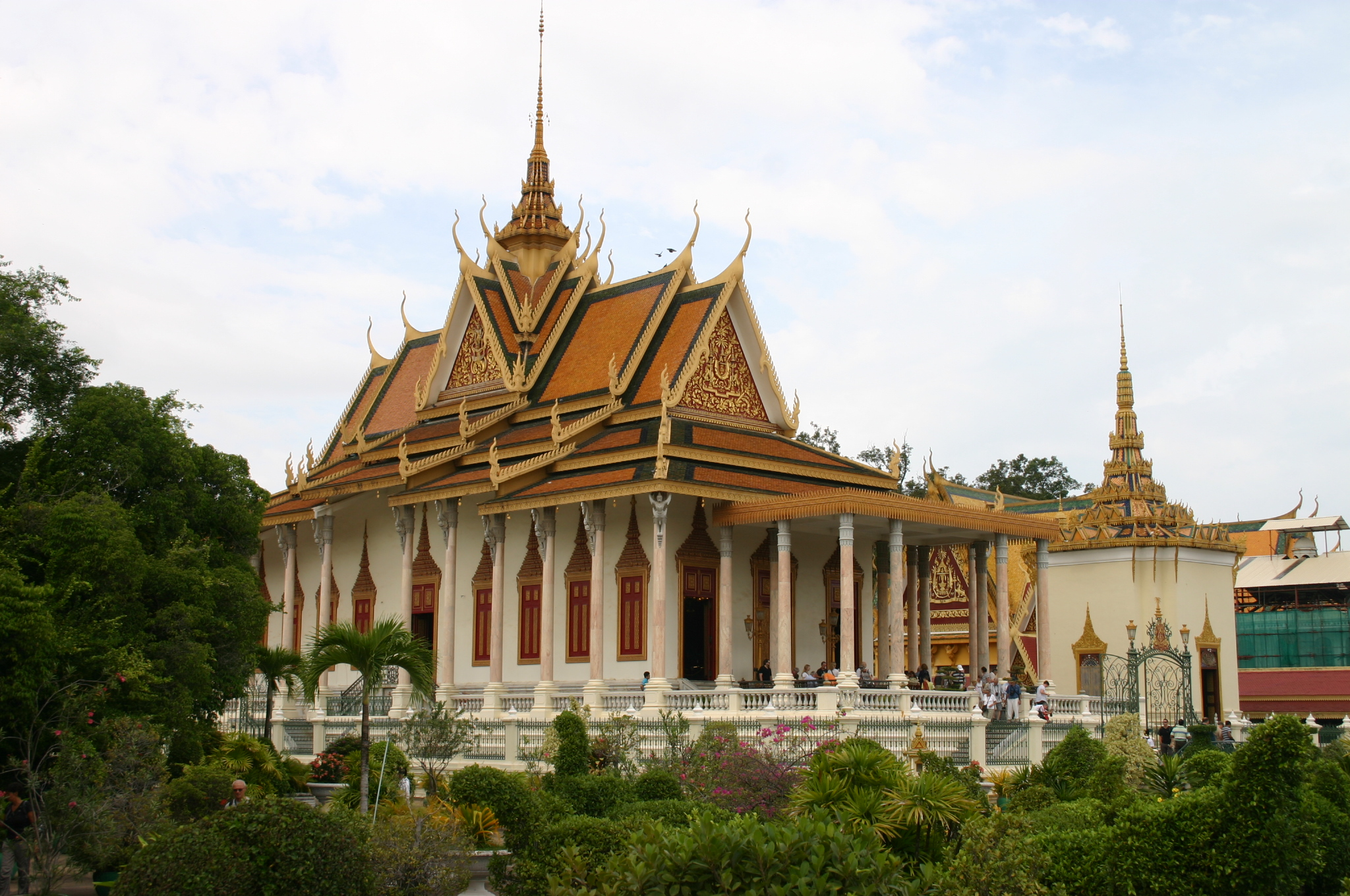
Srebrna pagoda w Phnom Penh

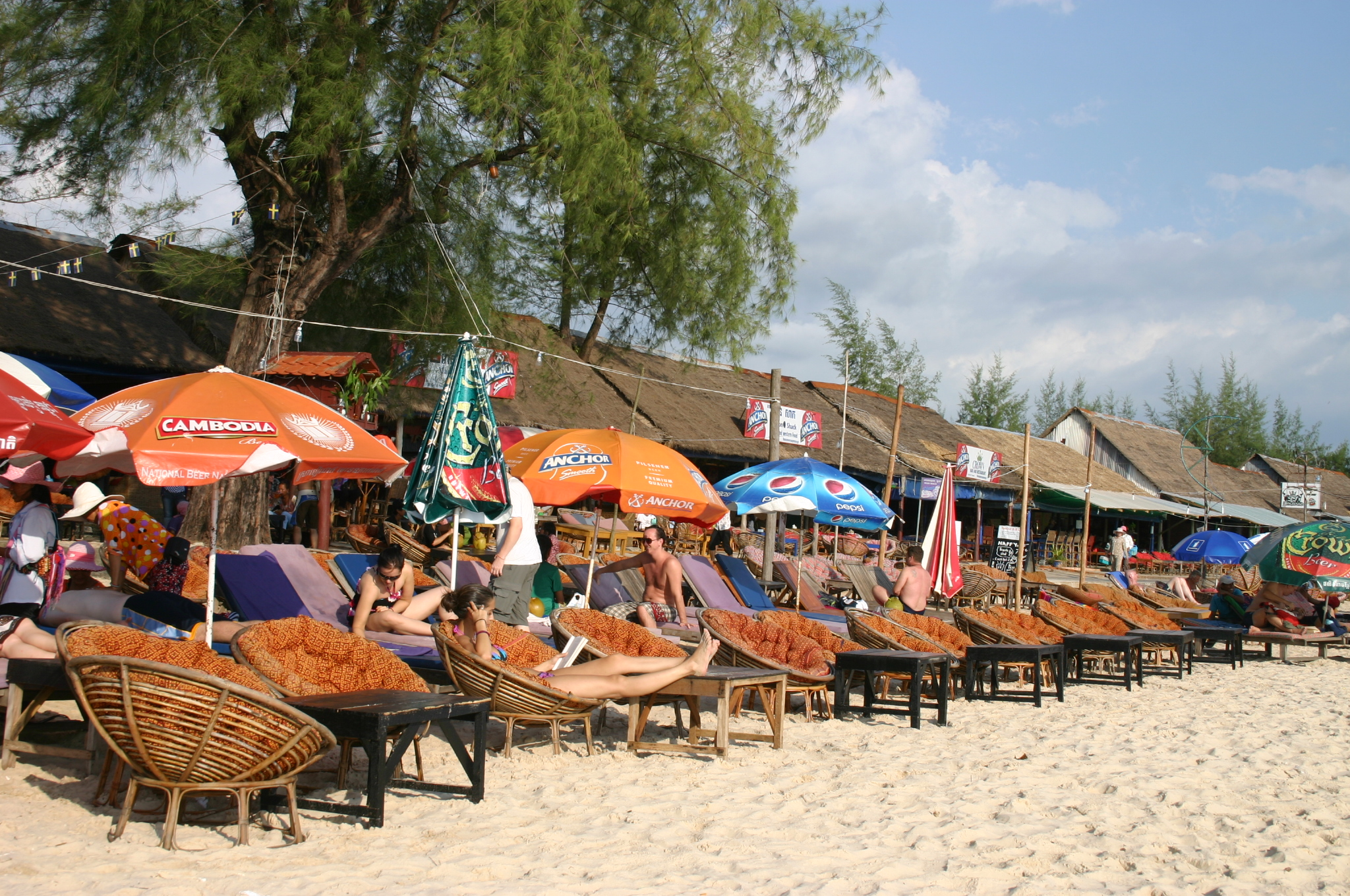
Plaża w Sihanoukville

Od 1986 istnieje możliwość zwiedzania Kambodży. Do najbardziej interesujących miejsc należą:
- Stolica Phnom Penh, w której znajdują się m.in.:
  - Pałac Królewski,
  - Srebrna Pagoda,
  - Muzeum Narodowe (National Museum),
  - Muzeum Ludobójstwa Tuol Sleng (Toul Sleng Genocide Museum),
  - Pola Śmierci Choeung Ek (Choeung Ek Killing Fields),
  - Bazar centralny (Psah Thmei),
  - Stary bazar (Psah Chas).
- Kompleks Angkor na brzegu rzeki Siem Reap, zawierający m.in.:
  - Świątynię Angkor Wat,
  - miasto Angkor Thom z pałacem królewskim i świątynią Bajon,
  - Świątynię Banteay Srei.
- Kompleks Bokor Hill(inne języki) w okolicy miasta Kampot.
- Sihanoukville – miasto wypoczynkowe na wybrzeżu.

W 1987 Kambodżę odwiedziło ok. 1000 turystów, a w 1993 już 118 tys.; wpływy z turystyki wynosiły 48 mln USD.
W 2015 roku kraj ten odwiedziło 4,775 mln turystów (6,1% więcej niż w roku poprzednim), generując dla niego przychody na poziomie 3,130 mld dolarów.